# Instituto Cartográfico Valenciano
El Instituto Cartográfico Valenciano (ICV) es un organismo público creado por la Generalidad Valenciana (Valencia, España) en 1997 y adscrito a la Consejería de Presidencia de la Generalidad Valenciana.
Se trata de una entidad de derecho público, personalidad jurídica propia, que tiene como objetivo impulsar, coordinar y fomentar las tareas de desarrollo cartográfico, fotométrico, geodésico, topográfico y de cualquier otra tecnología geográfica en el ámbito de las competencias de la Generalidad Valenciana. Tiene su sede en Valencia (España) y entre sus principales funciones se encuentran las de determinar los planes de trabajos cartográficos del País Valenciano, crear un banco de datos cartográficos con la recogida de la cartografía confeccionada por las administraciones públicas y otras entidades privadas, elaborar y distribuir la cartografía de base, coordinar cualquier trabajo de tipo cartográfico llevado a cabo a la administración pública, impulsar el uso de sistemas de información geográfica a la administración valenciana, como también la formación y la investigación y organizar una cartoteca de referencia. Es también el responsable de la infraestructura geodésica de la administración valenciana, que comprende la Red de Estaciones de Referencia de Valencia (ERVA) y la Red Geodésica de Cuarto Orden. El catálogo del Instituto Cartográfico Valenciano comprende cartografía de base en apoyo papel para la totalidad del territorio valenciano a las escalas 1:10.000 y 1:25.000, cartografía de base en apoyo digital a escala 1:10.000, el ortofoto digital a escala 1:5.000, además de aproximadamente 35.000 fotogramas procedentes de diferentes quieres fotogramètrics, varias series de cartografía temática y la serie de termas municipales a escala 1:15.000.
La ICV es también el responsable, junto con la Academia Valenciana de la Lengua, de la generación del Nomenclador Toponímico Valenciano (NTV), una base de datos única y compartida por todos los organismos de la Generalidad Valenciana. El NTV contiene más de 120.000 topónimos clasificados según su importancia, geometría y tipología.
El año 2018 la ICV subscribe un contrato para llevar a cabo el vuelo fotogramètric de toda la Comunidad Valenciana y la posterior ortofotografia del territorio. Un año después, el 2019, se aprobó el Anteproyecto de Ley de Información Geográfica y del Instituto Cartográfico Valenciano, a través de la cual se incorpora y se regula la previsión de la red sísmica, que será proyectada, desplegada, mantenida y explotada por la ICV como herramienta básica para la detección y la comunicación de los acontecimientos sísmicos ocurridos al territorio valenciano.